# Adrien Finck
Pour les articles homonymes, voir Finck.
Adrien Finck, né le 19 octobre 1930 à Hagenbach (Haut-Rhin) et mort le 8 juin 2008 à Strasbourg, est un universitaire français, germaniste, auteur bilingue, mélomane et poète de renom.

## Biographie
Après une thèse consacrée à l'Œuvre de Georg Trakl, il entame une carrière à l'Université des sciences humaines de Strasbourg. Il y enseigne durant plusieurs décennies la littérature allemande et alsacienne, contribuant ainsi à la promotion des langues et cultures régionales. Il publie notamment plusieurs anthologies de la littérature alsacienne, des essais sur l'identité alsacienne – une réflexion qu'il partage avec d'autres personnalités telles que Tomi Ungerer, André Weckmann et Claude Vigée. Son récit Der Sprachlose (« l'a-lingue ») fait plus directement référence à son enfance dans le Sundgau et à sa propre détresse linguistique.
Il est également membre du comité de direction de la Société des Écrivains d'Alsace, de Lorraine et du Territoire de Belfort, ainsi que du Comité de rédaction de la Revue alsacienne de littérature et de recherches germaniques.
Adrien Finck meurt en 2008 et ses cendres reposent dans la tombe familiale du cimetière de son village natal, Hagenbach. Sa fille, Michèle Finck, elle-même universitaire et poète, évoque ce deuil dans son recueil Balbuciendo paru en 2012.

## Sélection de publications
- 1981 : In dieser Sprache : neue deutschsprachige Dichtung aus dem Elsass, Olms, Hildesheim (en collaboration avec Conrad Winter et André Weckmann)[8]
- 1982 : Introduction à l'œuvre de René Schickele, SALDE, Strasbourg ; Morstadt, Kehl
- 1983 : « Nathan Katz et la renaissance de la poésie dialectale en Alsace », in Revue alsacienne de littérature, no 1
- 1985 : Der Sprachlose : eine Geschichte, Morstadt, Strasbourg, Kehl, Basel (illustrations de Tomi Ungerer)
- 1987 : Die Deutschsprachige Gegenwartsliteratur im Elsass, Olms, Hildesheim, Zurich, New York
- 1987 : Langue de plaisir, poèmes alsaciens, APEPLA, Ed. de l'Encrier, Strasbourg (en collaboration avec Claude Vigée, illustrations de Camille Claus)
- 1988 : L'allemand en Alsace / Die Deutsche Sprache im Elsass, actes du colloque de Strasbourg des 28-30 novembre 1985, réunis par Adrien Finck et Marthe Philipp, Presses universitaires de Strasbourg
- 1988 : Fremdsprache : kritische Lyrik, Olms, Hildesheim, New York (illustrations de Tomi Ungerer)
- 1990 : Littérature alsacienne XXe siècle / Elsässische Literatur 20. Jahrhundert, SALDE, Strasbourg
- 1990 : Lire Claude Vigée, CRDP, Strasbourg
- 1990 : Exercice de mémoire : poésie alsacienne, L'Encrier, Mundolsheim (en collaboration avec Claude Vigée, illustrations de Camille Claus)
- 1992 : « Geistiges Elsässertum », Beiträge zur deutsch-franzœsischen Kultur, Pfaelzische Verlagsanstalt, Landau, 1992 (illustrations de Uwe Seyl)
- 1992 : Camille Claus : parcours d'un peintre, CRDP, Strasbourg (sous la direction d'Adrien Finck)
- 1992 : Expressionismus im Elsass : das lyrische Werk Georg Schaffners, Ed. Saint-Paul, Luxembourg
- 1992 : Literatur an der Grenze : Der Raum Saarland-Lothringen-Luxemburg-Elsass als Problem der Literaturgeschichtsschreibung : Festgabe fuer Gerhard Schmidt-Henkel, SDV, Saarbruecken (en collaboration avec Guenter Scholdt, Uwe Grund, Marie-Louise Staiber)
- 1994 : Gedichte / Poèmes, Oberlin, Strasbourg
- 1994 : La Stratégie du lierre : essai sur l'identité alsacienne, Le Drapier, Strasbourg
- 1998 : Hammerklavier : neue Pœsie aus dem Elsass, Olms, Hildesheim
- 1999 : René Schickele, SALDE, Strasbourg
- 2001 : Claude Vigée : un témoignage alsacien, La Nuée Bleue, Strasbourg
- 2002 : L'œuvre littéraire : poèmes / Das literarische Werk : Gedichte, vol. 1, Mülmüsik, Hàndschrift, Langue de plaisir, Fremdsprache, Ed. de la Revue alsacienne de littérature, Strasbourg
- 2003 : L'œuvre littéraire : poèmes / Das literarische Werk : Gedichte, vol. 2, Exercice de mémoire, Hammerklavier, Brenngeischt, Ed. de la Revue alsacienne de littérature, Strasbourg
- 2003 : L'œuvre littéraire : poèmes / Das literarische Werk : Der Sprachlose, vol. 3, Eine Geschichte, Ed. de la Revue alsacienne de littérature, Strasbourg
- 2004 : Histoire de la littérature européenne d'Alsace : vingtième siècle, Presses universitaires de Strasbourg, (en collaboration avec Maryse Staiber)